# بيتر فون باغ
بيتر فون باغ (بالفنلندية: Peter von Bagh) (و. 1943 – 2014 م) هو صحفي، وناقد سينمائي، ومخرج سينمائي، وممثل، وكاتب سيناريو، وكاتب، وأستاذ جامعي من فنلندا . ولد في هلسنكي .
توفي في فنلندا، عن عمر يناهز 71 عاماً.

## روابط خارجية
- بيتر فون باغ على موقع IMDb (الإنجليزية)
- بيتر فون باغ على موقع روتن توميتوز (الإنجليزية)
- بيتر فون باغ على موقع ألو سيني (الفرنسية)
- بيتر فون باغ على موقع ميوزك برينز (الإنجليزية)
- بيتر فون باغ على موقع أول موفي (الإنجليزية)
- بيتر فون باغ على موقع قاعدة بيانات الأفلام السويدية (السويدية)
- بيتر فون باغ على موقع ديسكوغز (الإنجليزية)
- بيتر فون باغ على موقع قاعدة بيانات الفيلم (الإنجليزية)
- بيتر فون باغ على موقع كينوبويسك (الروسية)